# Patca
Patca is een plaats (község) en gemeente in het Hongaarse comitaat Somogy. Patca telt 72 inwoners (2001).